# کنیسه اسحاق بن والد
کنیسه اسحاق بن والد (اسپانیایی: Sinagoga Isaac Bengualid‎) (عربی: کنیس إسحاق بن الولید) یک کنیسه در محله یهودیان در شهر تطوان، مراکش است.